# Cista de les Fontetes
La Cista de les Fontetes és una cista megalítica del terme comunal d'Angostrina i Vilanova de les Escaldes, de l'Alta Cerdanya, a la Catalunya del Nord.
Està situada a 1.508,2 m alt, a la partida de les Fontetes, a prop al nord-est de la Part Petita del poble d'Angostrina, És a prop al nord-oest d'un revolt molt tancat de la carretera D - 618.